# 亦怜真 (元朝帝师)
亦怜真（藏語：རིན་ཆེན་རྒྱལ་མཚན，威利转写：rin chen rgyal mtshan，1238年—1280年1月27日）即仁钦坚赞，藏族，藏传佛教萨迦派高僧，元朝帝师。:128-130

## 生平
亦怜真是乌思藏萨斯迦（今西藏自治区萨迦县）款氏家族人。根据藏文史料记载，亦怜真是八思巴同父异母的弟弟，为八思巴的父亲桑察索南坚赞的第二个妻子所生。八思巴赴蒙古时（指1269年八思巴到元大都之事），1270年亦怜真接任萨迦寺住持。后来亦怜真也赴元大都。根据《元史·释老传》记载，八思巴于至元“十一年请告西还，留之不可，乃以其弟亦怜真嗣焉”，即亦怜真于至元十一年（1274年）接替八思巴成为忽必烈尊奉的第二位元朝帝师。
关于亦怜真的事迹，仅《萨迦世系史》中说他在元大都皇宫附近修建了一座僧寺，其余事迹未详。据元朝初年佛教高僧如意祥迈于至元年间撰写的《圣旨特建释迦舍利灵通之塔碑文》载，在“释迦舍利灵通之塔”建设之时，亦怜真（碑文中作“益邻真”）为该塔布置了塔藏，该碑文还详细记述了塔藏的内容。:219-271
亦怜真的圆寂时间及地点，有不同记载。藏文文献中，一说为至元十六年（1279年），42岁时示寂于大都梅朵热哇花苑（“梅朵热哇花苑”为藏文音译地名，汉文名称不详）；另一说为至元十九年（1282年），45岁时示寂于甘肃临洮。汉文文献中，《元史·世祖纪七》载：至元十六年十二月，“建圣寿万安寺于京城。帝师亦怜真卒，敕诸国教师禅师百有八人，即大都万安寺设斋圆戒，赐衣。”；《元史·释老传》则载：“亦怜真嗣为帝师，凡六岁，至元十九年卒。”但按照该记载，亦怜真担任帝师共六年，而且《元史·释老传》中还记载其至元十一年嗣帝师，故也应当是至元十六年卒。